# 洛科集團
洛科集團有限公司，簡稱洛科集團（英語：Rokko Holdings Ltd，SGX：5LU），在1994年由林仲振（總裁）創立專門半导体及精密工程。

## 历史
總部位於61 Kaki Bukit Road 2 Singapore 417869。該股份自2007年10月29日於新加坡交易所創業板（凱利板前身）上市。招股價為0.25坡元，配售股份為28,000,000股，集資額為7,000,000坡元。

## 連結
- RokkoGroup.com （页面存档备份，存于）